# ألبرت أبواغي
ألبرت أبواغي (بالإنجليزية: Ebenezer Aboagye)‏ هو لاعب كرة قدم غاني، ولد في 10 يناير 1994.